# Iglesia de Nuestra Señora del Perpetuo Socorro (Altus)
La iglesia de Nuestra Señora del Perpetuo Socorro (en inglés: Our Lady of Perpetual Help Church) también conocida como la Iglesia de Santa María fue construida en 1902 y está situada encima de la montaña de Santa María en Altus, Arkansas. La iglesia está en el Registro Nacional de Lugares Históricos y cuenta con más de 500 miembros.
La iglesia es conocida por su estilo de pinturas tipo capilla sixtina y su gran arquitectura basilical romana. Los bloques marrones de piedra cubren el exterior de la iglesia, y las paredes interiores están cubiertas de con un color oro adornado. El órgano dentro de la iglesia tiene más de 100 años de antigüedad, al igual que la torre del campanario.